# Burgen (Hunsrück)

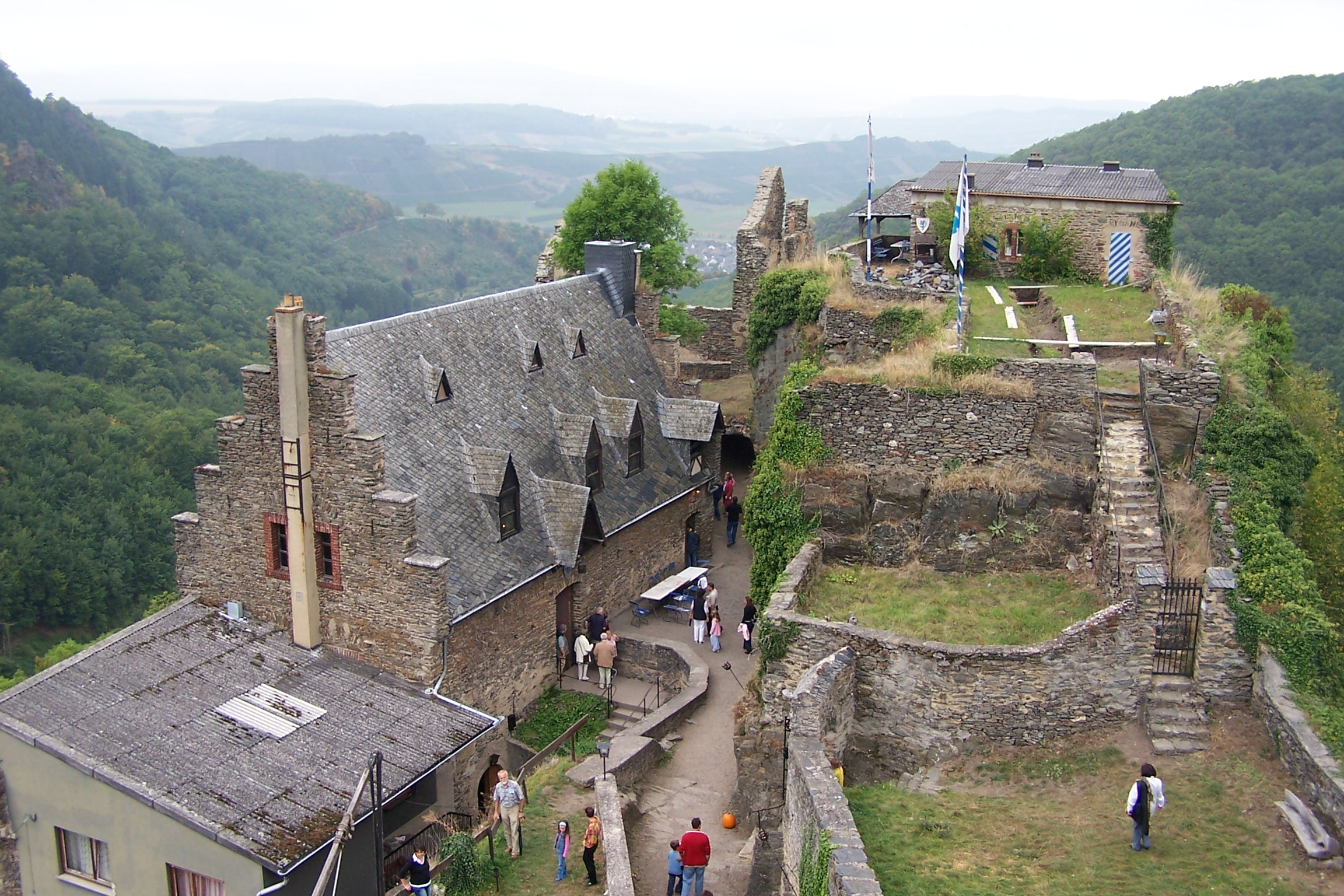
Kasteel Veldenz, 1,5 kilometer van Burgen vandaan.

Burgen is een plaats in de Duitse deelstaat Rijnland-Palts, en maakt deel uit van de Landkreis Bernkastel-Wittlich.
Burgen (Hunsrück) telt 570 inwoners.